# Boarmia arguta
Boarmia arguta är en fjärilsart som beskrevs av Butler 1879. Boarmia arguta ingår i släktet Boarmia och familjen mätare. Inga underarter finns listade i Catalogue of Life.